# Synodontis
Synodontis es el mayor de los géneros de peces  siluriformes de la familia Mochokidae. Son llamados "silbatos" debido a su capacidad de emitir sonidos estridulatorios con las espinas de sus aletas pectorales cuando son perturbados o manipulados. Además, algunas especies son conocidas por nadar, naturalmente, panza arriba, por lo cual las designan "bagres al revés".

## Distribución

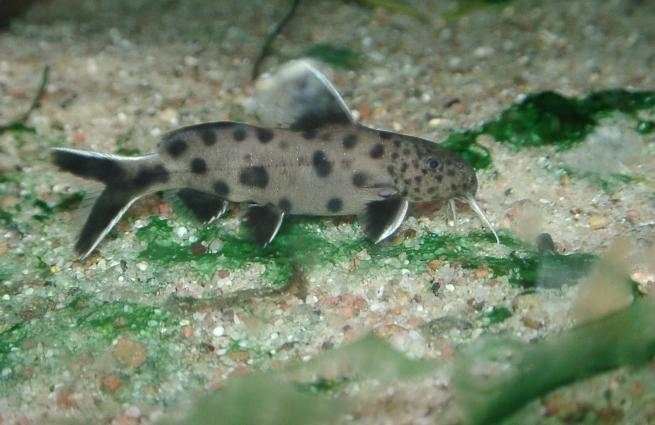
Synodontis petricola

Synodontis está ampliamente distribuido en la mayoría de las fuentes y corrientes de agua dulce África subsahariana y la cuenca del río Nilo. Las especies se encuentran en toda África, excepto en las partes más meridional y en el Magreb, aunque la mayoría habitan en África Central y Occidental. Su distribución es similar a la de los  cíclidos, incluyendo los Grandes Lagos y los ríos de los alrededores.
Se ha establecido que las especies de África Oriental forman un grupo monofilético derivado de las especies de África Central y Occidental. Este clado de África Oriental incluye seis linajes: S. zambensis; S. nigromaculata; S. victoriae en el Lago Victoria; S. njassae en el Lago Malawi; S. granulosa and S. multipunctata in Lago Tangañica; y S. dhonti, S. polli, y una especie aún sin describir, también en el Lago Tangañica. Synodontis debió extenderse por África Oriental antes de la formación de los Grandes Lagos. Las especies ancestrales colonizadoras se separaron en esos seis linajes en un período relativamente corto de tiempo y posteriormente esos linajes se diversificaron. Los primeros fósiles de Synodontis encontrados en África Oriental datan del Mioceno temprano.

## Descripción

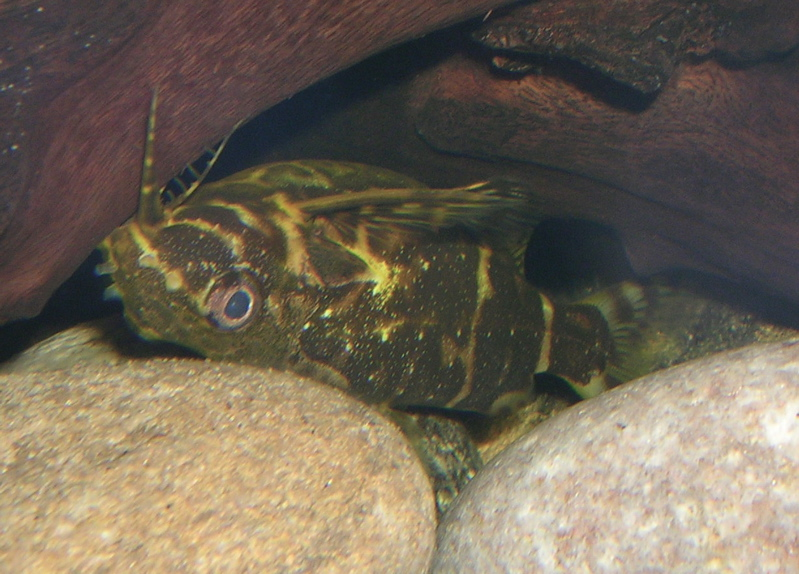
Synodontis nigriventris

Son considerados como peces de talla pequeña o mediana.

## Ecología
Son generalmente omnívoros y consumen de una amplia gama de alimentos. Forrajean en el fondo y puede ser detritívoros; algunas especies también tienen la capacidad de alimentarse por filtraje de las partículas en suspensión. Ello les permite hacer frente a los cambios de estación y hábitat y les da una mayor capacidad para colonizar diferentes ecosistemas. Se ha observado en varias especies que se reproducen durante el período de inundación de la estación lluviosa.

## Relaciones con los humanos
Synodontis nigriventris es un pez popular en los acuarios y muchas especies son apreciadas como ornamentales. Varias especies son pescadas y consumidas para la alimentación humana.

## Especies
Synodontis incluye cerca de 120 especies. Synodontis cuenta con cerca de la cuarta parte de as especies de silúridos africanos. Este género tiene más miembros que cualquier otro de teleósteos africanos, más que Barbus y Haplochromis.
La lista de especies a continuación sigue la de Ferraris, 2007; el nombre de varias especies se ha modificado sólo para ajustarse al carácter femenino definido para este género. Las especies descritas más recientemente figuran con las referencias respectivas.
- S. acanthomias Boulenger, 1899
- S. acanthoperca Friel & Vigliotta, 2006[2]
- S. afrofischeri Hilgendorf, 1888
- S. alberti Schilthuis, 1891
- S. albolineata Pellegrin, 1924
- S. angelica Schilthuis, 1891
- S. annectens Boulenger, 1911
- S. ansorgii Boulenger, 1911
- S. arnoulti Roman, 1966
- S. aterrima Poll & Roberts, 1968
- S. bastiani Daget, 1948
- S. batesii Boulenger, 1907
- S. brichardi Poll, 1959
- S. budgetti Boulenger, 1911
- S. camelopardalis Poll, 1971
- S. caudalis Boulenger, 1899
- S. caudovittata Boulenger, 1901
- S. centralis Poll, 1971
- S. clarias (Linnaeus, 1758)
- S. comoensis Daget & Lévêque, 1981
- S. congica Poll, 1971
- S. contracta Vinciguerra, 1928
- S. courteti Pellegrin, 1906
- S. cuangoana Poll, 1971
- S. decora Boulenger, 1899
- S. dekimpei Paugy, 1987
- S. depauwi Boulenger, 1899
- S. dhonto Boulenger, 1917
- S. dorsomaculata Poll, 1971
- S. euptera Boulenger, 1901
- S. fascipinna Nichols & La Monte, 1953
- S. filamentosa Boulenger, 1901
- S. flavitaeniata Boulenger, 1919
- S. frontosa Vaillant, 1895
- S. fuelleborni Hilgendorf & Pappenheim, 1903
- S. gambiensis Günther, 1864
- S. geledensis Günther, 1896
- S. gobroni Daget, 1954
- S. grandiops Wright & Page, 2006[6]
- S. granulosa Boulenger, 1900
- S. greshoffi Schilthuis, 1891
- S. guttata Günther, 1865
- S. haugi Pellegrin, 1906
- S. ilebrevis Wright & Page, 2006[6]
- S. iturii Steindachner, 1911
- S. katangae Poll, 1971
- S. khartoumensis Abu Gideiri, 1967
- S. koensis Pellegrin, 1933
- S. kogonensis
- S. laessoei Norman, 1923
- S. leoparda Pfeffer, 1896
- S. leopardina Pellegrin, 1914
- S. levequei
- S. longirostris Boulenger, 1902
- S. longispinis Pellegrin, 1930
- S. lucipinnis Wright & Page, 2006[6]
- S. lufirae Poll, 1971
- S. macrophthalma Poll, 1971
- S. macrops Greenwood, 1963
- S. macropunctata Wright & Page, 2008[7]
- S. macrostigma Boulenger, 1911
- S. macrostoma Skelton & White, 1990
- S. manni De Vos, 2001
- S. marmorata Lönnberg, 1895
- S. matthesi Poll, 1971
- S. melanoptera Boulenger, 1903
- S. membranaceus (Geoffroy Saint-Hilaire, 1809)
- S. multimaculata Boulenger, 1902
- S. multipunctata Boulenger, 1898
- S. nebulosa Peters, 1852
- S. ngouniensis
- S. nigrita Valenciennes, 1840
- S. nigriventris David, 1936
- S. nigromaculata Boulenger, 1905
- S. njassae Keilhack, 1908
- S. notata Vaillant, 1893
- S. nummifer Boulenger, 1899
- S. obesus Boulenger, 1898
- S. ocellifer Boulenger, 1900
- S. omias Günther, 1864
- S. ornatipinnis Boulenger, 1899
- S. onratissima Gosse, 1982
- S. ouemeensis
- S. pardalis Boulenger, 1908
- S. petricola Matthes, 1959
- S. pleurops Boulenger, 1897
- S. polli Gosse, 1982
- S. polyodon Vaillant, 1895
- S. polystigma Boulenger, 1915
- S. pulcher Poll, 1971
- S. punctifer Daget, 1965
- S. punctulata Günther, 1889
- S. rebeli Holly, 1926
- S. resupinata Boulenger, 1904
- S. ricardoae Seegers, 1996
- S. robbianus Smith, 1875
- S. robertsi Poll, 1974
- S. ruandae Matthes, 1959
- S. rufigiensis Bailey, 1968
- S. rukwaensis Hilgendorf & Pappenheim, 1903
- S. schall (Bloch & Schneider, 1801)
- S. schoutedeni David, 1936
- S. serpentis Whitehead, 1962
- S. serrata Rüppell, 1829
- S. smiti Boulenger, 1902
- S. soloni Boulenger, 1899
- S. sorex Günther, 1864
- S. steindachneri Boulenger, 1913
- S. tanganaicae Borodin, 1936
- S. tessmanni Pappenheim, 1911
- S. thamalakanensis Fowler, 1935
- S. thysi Poll, 1971
- S. tourei Daget, 1962
- S. unicolor Boulenger, 1915
- S. vaillanti
- S. vanderwaali Skelton & White, 1990
- S. velifer Norman, 1935
- S. vermiculata Daget, 1954
- S. victoriae Boulenger, 1906
- S. violacea Pellegrin, 1919
- S. voltae Roman, 1975
- S. waterloti Daget, 1962
- S. woleuensis
- S. woosnami Boulenger, 1911
- S. xiphias Günther, 1864
- S. zambezensis Peters, 1852
- S. zanzibarica Peters, 1868